# 780年
| 千纪： | 1千纪                                                                                           |
| 世纪： | 7世纪 \| 8世纪 \| 9世纪                                                                         |
| 年代： | 750年代 \| 760年代 \| 770年代 \| 780年代 \| 790年代 \| 800年代 \| 810年代                       |
| 年份： | 775年 \| 776年 \| 777年 \| 778年 \| 779年 \| 780年 \| 781年 \| 782年 \| 783年 \| 784年 \| 785年 |
| 纪年： | 庚申年（猴年）；唐建中元年；南诏见龙元年；日本寶龜十一年；渤海国大興四十三年                    |

## 大事记
- 振武邊官張光晟因為發現回紇使臣綁架大量唐朝婦女，一怒之下打算把他們全部殺死。因回紇向唐朝抗議，張光晟降為睦王傅，尋改太僕卿，從此埋怨唐朝。
- 查理曼再次入侵伦巴第，封一子为伦巴第国王，拱卫罗马教廷。
- 婆羅浮屠，一座位于Magelang（英语：Magelang Regency）（现在的印度尼西亚）的佛寺建筑群开工。（估算日期）
- 唐德宗時代宰相楊炎開始實施兩稅法，均田制永遠退出中國歷史舞台。

## 出生
- 崔戎
- 崔鄲
- 艾哈迈德·伊本·罕百里

## 逝世
- 7月30日 - 久米若女，日本女贵族。
- 刘长卿。
- 劉晏，曆仕唐玄宗、唐肅宗、唐代宗、唐德宗四朝，代宗朝任同中書門下平章事、吏部尚書、戶部尚書，繼續兼任鹽鐵轉運使，主管全國財政。
- 劉迥。
- 崔祐甫。
- 牟羽可汗。
- 利奧四世 (拜占庭)。
- 惠恭王。
- 昆卢。